# Награде Пибоди
Програм награда Џорџ Фостер Пибоди (или једноставно награде Пибоди или Пибодији), назван по америчком бизнисмену и филантропу Џорџу Фостеру Пибодију, одаје почаст најмоћнијим, просветљујућим и оснажујућим причама на телевизији, радију и онлајн медијима. Награде је осмислила Национална асоцијација емитера 1938. године као еквивалент Пулицерове награде у радио индустрији. Програми су препознати у седам категорија: вести, забава, документарци, дечји програми, едукација, интерактивни програми и јавни сервис. Добитници награде Пибоди укључују радио и телевизијске станице, мреже, онлајн медије, продуцентске организације и појединце из целог света.
Основана 1940. године од стране одбора Националне асоцијације емитера, награда Пибоди створена је да ода почаст изврсности у радиодифузији. То је најстарија велика награда за електронске медије у Сједињеним Америчким Државама. Коначне добитнике награде Пибоди једногласно бира Одбор жирија програма. Одражавајући изврсност у квалитетном приповедању прича, а не популарност или комерцијални успех, награде Пибоди се годишње додељују за 30 од 60 финалиста који се бирају на основу више од 1.000 пријава. Пошто се пријаве прихватају из широког спектра извора и стилова, разматрања траже „Изврсност под сопственим условима”.
Свака пријава се оцењује на основу постизања стандарда успостављених у оквиру сопственог контекста. Пријаве, за које је потребна накнада од 350 америчких долара (225 за радио), сами бирају они који их подносе.